# ماکسیمیلیان واتزکا
ماکسیمیلیان واتزکا (انگلیسی: Maximilian Watzka؛ زادهٔ ۲۵ مهٔ ۱۹۸۶) بازیکن فوتبال اهل آلمان است.
از باشگاه‌هایی که در آن بازی کرده‌است می‌توان به باشگاه فوتبال زاکسن لایپزیگ، باشگاه فوتبال لوکوموتیو لایپزیگ، باشگاه فوتبال ماگدبورگ ۱، باشگاه فوتبال کیکرز اوفنباخ، باشگاه فوتبال لایپزیگ، و باشگاه فوتبال ویکتوریا ۱۸۸۹ اشاره کرد.